# Julien De Wilde
Julien baron De Wilde (Wetteren, 7 januari 1944) is een Belgisch voormalig bedrijfsleider en bestuurder.

## Levensloop
Julie De Wilde studeerde aan de Katholieke Universiteit Leuven, alwaar hij afstudeerde als burgerlijk ingenieur in de scheikunde.
In 1969 ging hij aan de slag bij de Amerikaanse oliemaatschappij Texaco, alwaar hij verschillende managementsfunctie uitoefende alvorens in 1986 aangesteld te worden als lid van de Europese raad van deze multinational in New York. Vanaf 1988 leidde hij het onderzoekscentrum van schuimrubberproducent Recticel en in 1989 trad hij toe tot het directiecomité van telecombedrijf Alcatel Bell. In 1995 werd hij CEO van deze onderneming, een functie die hij tot 1999 bekleedde, wanneer Rudi Thomaes hem opvolgde. Van 1999 tot 2002 was hij er executive vicepresident en lid van het directiecomité te Parijs.
In maart 1997 werd De Wilde aangesteld als voorzitter van Fabrimetal ter vervanging van Karel Vinck, die voorzitter werd van het VEV. Onder zijn bestuur werd in maart 1998 een statutenwijziging van de organisatie goedgekeurd waarbij de gewestelijke afdelingen meer autonomie kregen.
Vervolgens was hij van juli 2002 tot mei 2006 CEO van staaldraadfabrikant Bekaert. Bert De Graeve volgde hem hierin op.
Van 2007 tot 2016 was De Wilde voorzitter van de raad van bestuur van zinkproducent Nyrstar. Onder zijn toezicht investeerde Nyrstar fors in mijnen - op de piek van de markt en in, wat later zou blijken, slecht presterende mijnen. Van 2008 tot 2019 was hij ook in opvolging van Ludo Verhoeven aangesteld als voorzitter van de raad van bestuur van beeldverwerkinggroep Agfa-Gevaert. Hij was er reeds bestuurder vanaf 2006. Bovendien zetelde hij van 2000 tot 2013 als bestuurder van KBC Bank en van 2004 tot 2014 van telecombedrijf Telenet. Ook zetelde hij in de raden van bestuur van Arseus, Vanbreda International, J&L Partners en projectontwikkelaar ION. Hij was tevens voorzitter van het Woonzorgcentrum Sint-Jozef in Wetteren en bestuurder van de Muziekkapel Koningin Elisabeth.

## Eerbetoon
- In 2008 ontving De Wilde de Vlaamse Leadership Award van de Vlaamse Management Associatie (VMA).[14]
- Hij werd in 2012 in de erfelijke adel opgenomen met de persoonlijke titel baron.[15]